# لوری هولدن
هیدر لوری هولدن (به انگلیسی: Heather Laurie Holden) (زاده ۱۷ دسامبر ۱۹۶۹) بازیگر و تهیه‌کننده آمریکایی است. شهرت او بیشتر برای بازی در سریال مردگان متحرک در نقش آندریا است.

## اوایل زندگی
هولدن در لس آنجلس، کالیفرنیا در خانواده‌ای هنرمند زاده شده و در تورنتو بزرگ شده تقریباً تمامی خانواده او از جمله والدین و برادرانش در عرصهٔ هنر و فیلم و سینما فعالیت دارند او اولین فیلمش را در دوران کودکی‌اش بازی کرده است.

## حرفه
او حرفه‌اش را با بازی در فیلم شواهد فیزیکی آغاز و با فیلم‌های سایلنت هیل و چهار شگفت‌انگیز به شهرت رسید. او در سال ۲۰۱۰، برای اولین بار در سریال مردگان متحرک نقش آفرینی کرد و با سه فصل بازی در این سریال، جوایزی را کسب کرد.

## فیلم‌شناسی
| سال       | موضوع           | نقش                           | توضیحات                                              |
| --------- | --------------- | ----------------------------- | ---------------------------------------------------- |
| ۱۹۸۹      | شواهد فیزیکی    | دختر مت                       |                                                      |
| ۲۰۰۱      | شکوه            | ادل استانتون                  |                                                      |
| ۲۰۰۵      | چهار شگفت‌انگیز  | دبی مکلوان                    |                                                      |
| ۲۰۰۶      | سایلنت هیل      | کیبیل بنت                     |                                                      |
| ۲۰۰۷      | مه              | آرماندا دامفریز               |                                                      |
| ۱۹۹۴–۱۹۹۹ | به سوی جنوب     | جیل کندی                      | سریالی با ۶۷ قسمت                                    |
| ۱۹۹۶–۲۰۰۲ | پرونده‌های اکس   | ماریتا کاواروبیاس             | سریالی جنایی با ۲۰۲ قسمت                             |
| ۲۰۱۰–۲۰۱۳ | مردگان متحرک    | آندریا                        | بازی در ۳ فصل از ۱۰ فصل سریال مردگان متحرک (۳۱ قسمت) |
| ۲۰۱۴      | احمق و احمق‌تر ۲ | اَدِل پیچ‌لُو، نقش منفی اصلی فیلم |                                                      |
| ۲۰۲۱      | آتش‌دل           |                               | صداپیشه                                              |